# Centraal Israëlitisch Weeshuis
Het Centraal Israëlitisch Weeshuis in Utrecht was een landelijk weeshuis voor Joodse kinderen vanaf zes jaar. Het pand  aan de Nieuwegracht 92 werd op 1 augustus 1871 geopend. Het stond toen nog bekend als "Onder De Linden" met wijkhuisnummer A 923. Er woonden ook verscheidene halfwezen, die waren opgenomen omdat hun ouder niet (meer) voor hen kon zorgen. Zij konden hier tot hun 21e verjaardag blijven en kregen een opleiding.
Omstreeks 1884 maakte de architect Albert Nijland een nieuw ontwerp voor het weeshuis.
Op 8 september 1940 bepaalde de bezetter dat Duitse vluchtelingenkinderen die ouder waren dan vijftien jaar niet in het kustgebied mochten wonen. De kinderen in het Joods weeshuis in Den Haag moesten deze instelling verlaten. De meeste kinderen kwamen naar het Centraal Israëlitisch Weeshuis in Utrecht. In het begin van 1942 had het weeshuis ongeveer veertig pupillen, tien verzorgers en dertig gastkinderen die na de Kristallnacht uit Duitsland waren gevlucht.

## Deportatie
De uit Duitsland gevluchte kinderen werden in februari 1942 door de Duitsers naar Kamp Westerbork gedeporteerd. In oktober 1942 moesten alle resterende kinderen en het voltallige weeshuispersoneel weg. De directie van het weeshuis bestond uit Bernard Salomon Themans en Judik Themans-Simons. Zij kregen de gelegenheid te ontsnappen maar verkozen bij de kinderen te blijven. Deze kinderen verhuisden eerst naar een weeshuis in Amsterdam, en in 1943 werden ook zij naar Westerbork gedeporteerd. Van daaruit gingen zij op transport naar Oost-Europa. Op een enkeling na werden ze allemaal vermoord in de concentratiekampen.

## Na de oorlog
Na de oorlog werd het gebouw gebruikt door verschillende zorginstellingen. Tot 1999 huisde er een afdeling van het Wilhelmina Kinderziekenhuis. In het voorste gedeelte van het pand is sindsdien het Leger des Heils gevestigd. Sinds 2001 is het achterste gedeelte, met onder andere de synagoge op de eerste verdieping, eigendom van de Liberaal Joodse Stichting Merkaz (= Centrum).
In 1992 werd op initiatief van mr. Sophie Hankes van de Nederlands-Israëlitische Gemeente Utrecht een hardstenen herdenkingsplaquette aan de ingang van Nieuwe Gracht 92 onthuld met als tekst: Het kind is niet meer. Gen. 37.30. In dit gebouw was sinds 1871 gevestigd het Centraal Israëlitisch Weeshuis. Joodse weeskinderen vonden hier een veilig thuis. In 1942 werden zij, hun begeleiders en hun directeur van hier weggevoerd. Zij keerden nimmer weer. Mogen hun zielen gebundeld worden in de bundel van het eeuwige leven.
In 2010 werden ter nagedachtenis aan de slachtoffers vijf Stolpersteine in het trottoir voor het voormalige weeshuis aangebracht, gedenktekens gemaakt door de Duitse kunstenaar Gunter Demnig. De namen van alle slachtoffers staan vermeld op het Utrechtse Joods Monument dat in 2015 enkele honderden meters verderop is geplaatst.
In 2019 bracht journalist Jim Terlingen in de publiciteit dat op de zijgevel aan de kant van de Magdalenastraat nog steeds sporen te zien zijn van een bekladding met de leus 'V=Victorie' door NSB'ers in 1941.
In januari 2020 hebben onbekenden het bronzen beeldje Ontluikend leven gestolen dat voor de deur van de synagoge stond. Het was daar geplaatst ter herinnering aan de kinderen die uit het weeshuis zijn weggevoerd. Binnen enkele dagen werd het beeldje elders in de stad teruggevonden.

## Afbeeldingen

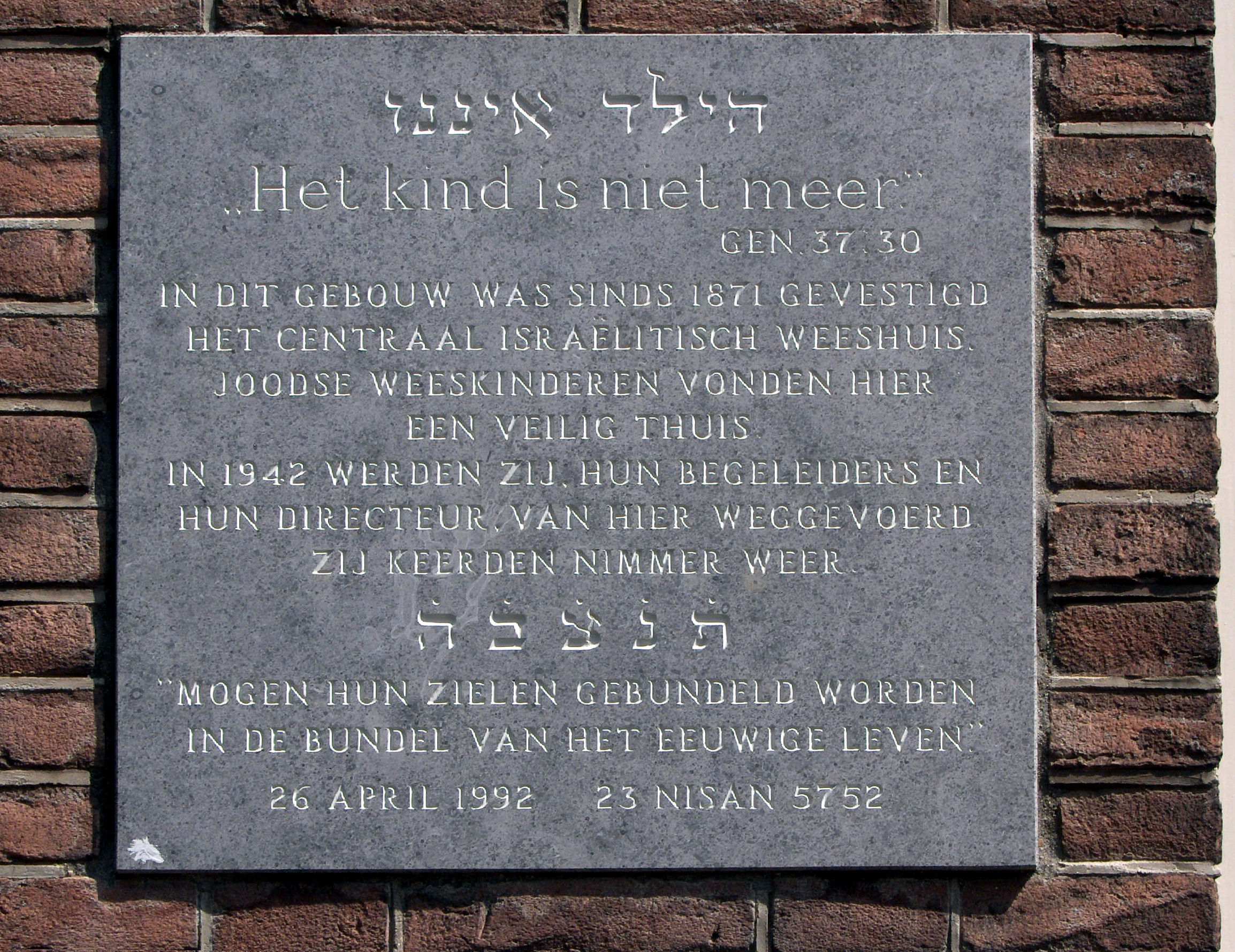
Gedenkplaat aan de voorgevel
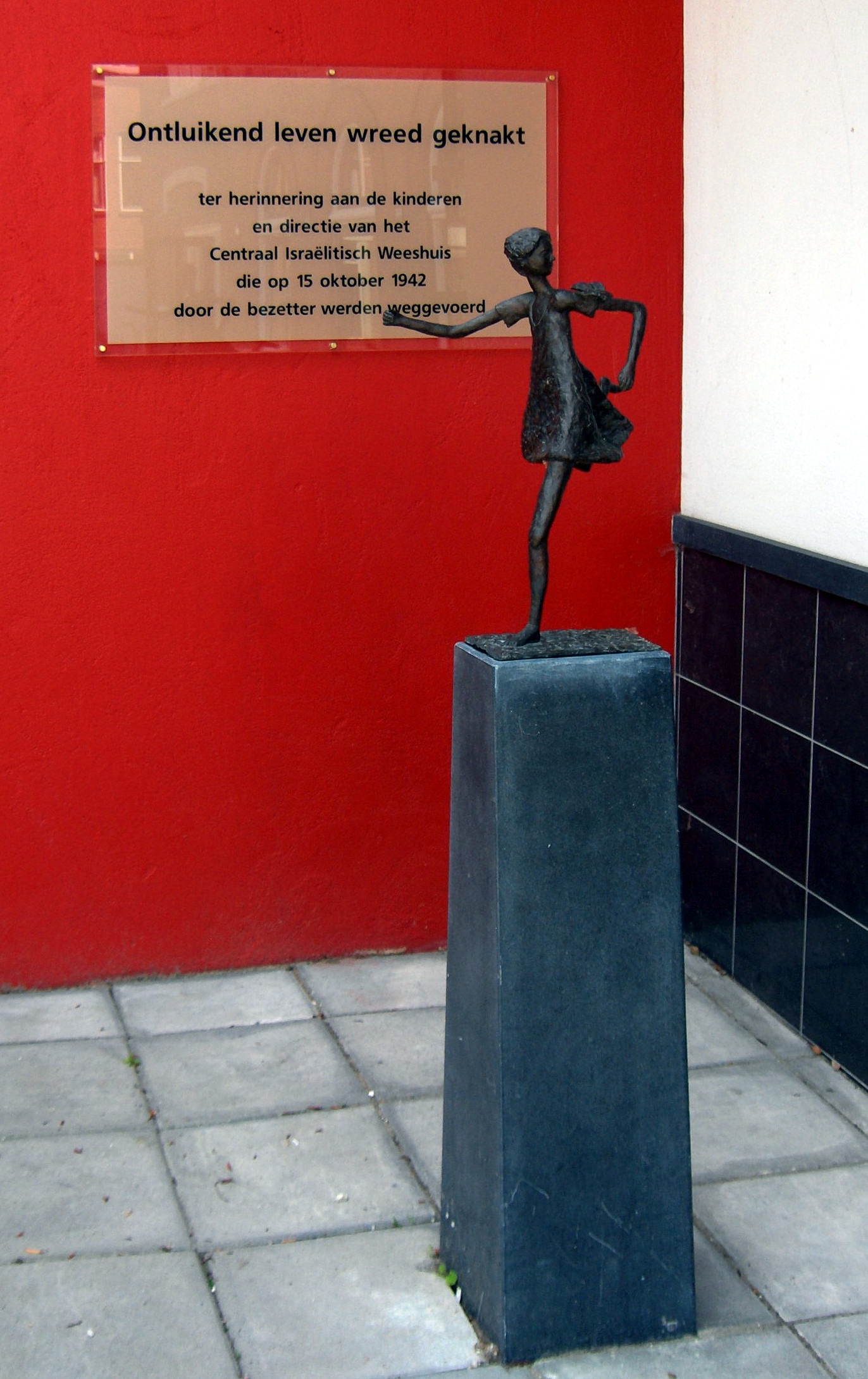
Beeldje Ontluikend leven van Channa Cassuto bij de ingang
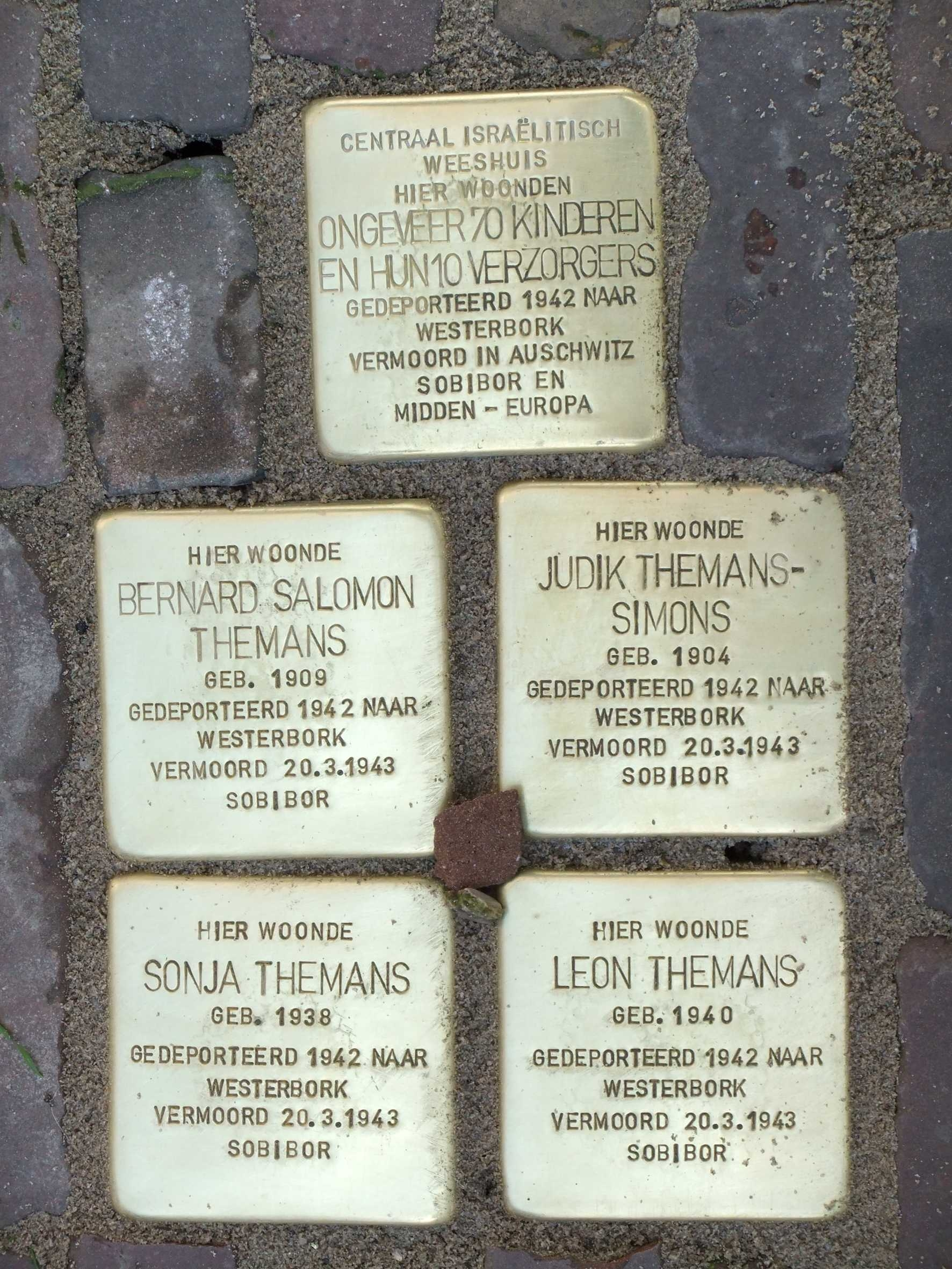
Stolpersteine aan de Nieuwegracht
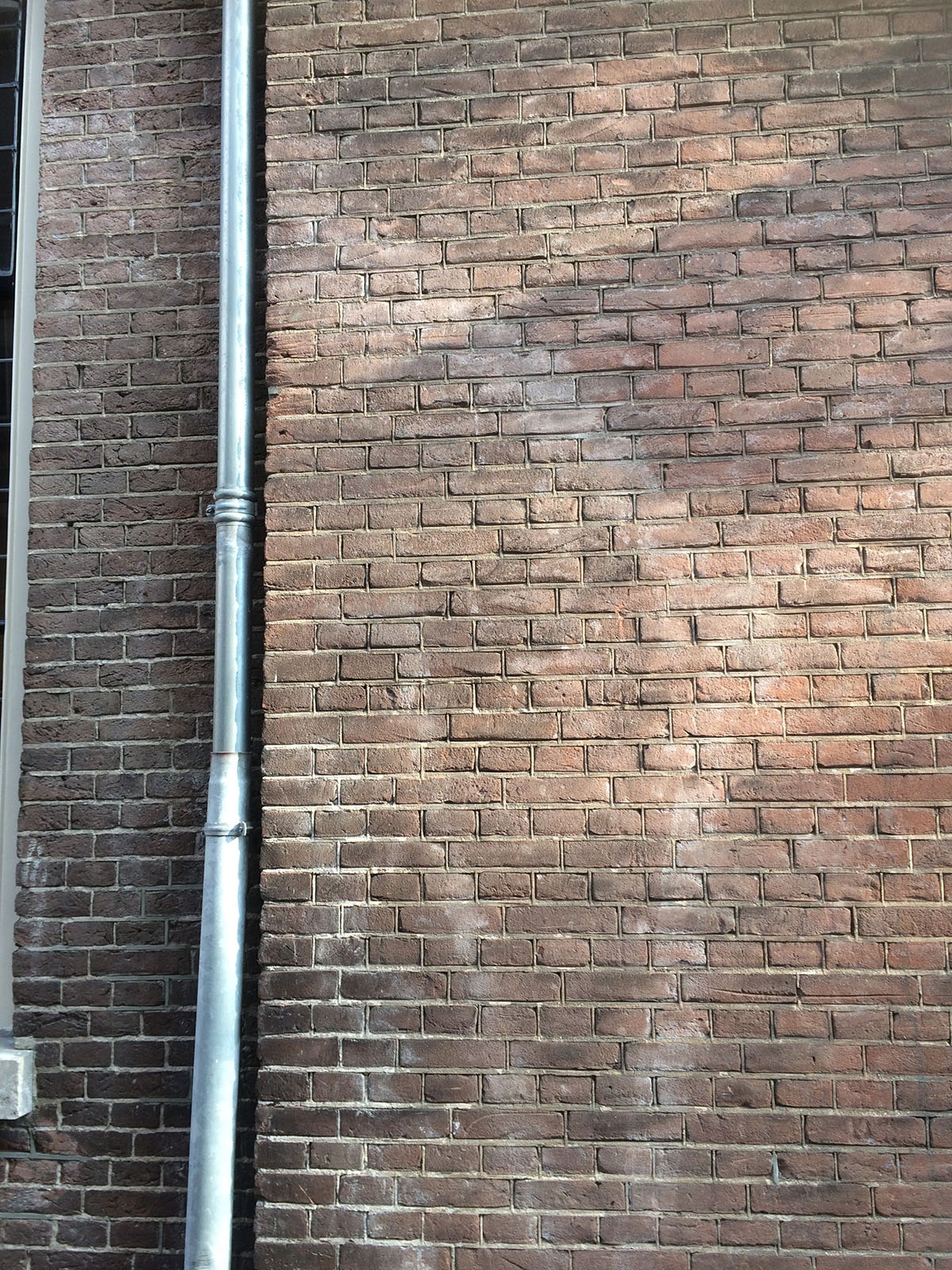
Sporen van de NSB-leus V=Victorie